# Towdystan Lake Indian Reserve 3
Towdystan Lake Indian Reserve 3 är ett reservat i Kanada.   Det ligger i provinsen British Columbia, i den sydvästra delen av landet, 3 600 km väster om huvudstaden Ottawa.
I omgivningarna runt Towdystan Lake Indian Reserve 3 växer i huvudsak barrskog. Trakten runt Towdystan Lake Indian Reserve 3 är nära nog obefolkad, med mindre än två invånare per kvadratkilometer.